# Mustățești
Mustățești – wieś w Rumunii, w okręgu Ardżesz, w gminie Valea Iașului. W 2011 roku liczyła 659 mieszkańców.